# سيرجيو إس. موران
سيرجيو إس. موران (بالإسبانية: Sergio Sánchez Morán)‏ هو فنان قصص مصورة إسباني، ولد في 1984 في ريوس في إسبانيا.